# Balot
Balot est une commune française située dans le canton de Châtillon-sur-Seine du département de la Côte-d'Or, en région Bourgogne-Franche-Comté.

## Géographie

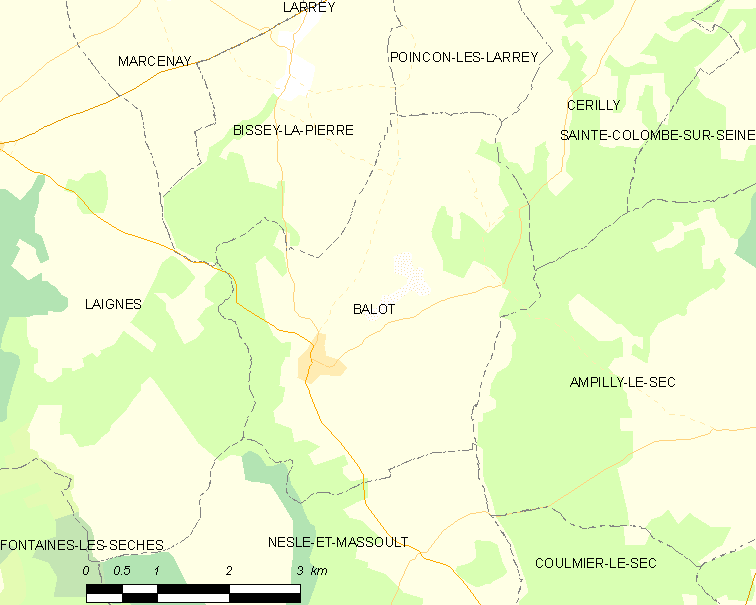

La commune couvre 1 550 hectares en partie boisés.

### Climat
Pour des articles plus généraux, voir Climat de la Bourgogne-Franche-Comté et Climat de la Côte-d'Or.
En 2010, le climat de la commune est de type climat des marges montargnardes, selon une étude du Centre national de la recherche scientifique s'appuyant sur une série de données couvrant la période 1971-2000. En 2020, Météo-France publie une typologie des climats de la France métropolitaine dans laquelle la commune est exposée à un climat océanique altéré et est dans la région climatique  Lorraine, plateau de Langres, Morvan, caractérisée par un hiver rude (1,5 °C), des vents modérés et des brouillards fréquents en automne et hiver. 
Pour la période 1971-2000, la température annuelle moyenne est de 10 °C, avec une amplitude thermique annuelle de 15,8 °C. Le cumul annuel moyen de précipitations est de 875 mm, avec 12,2 jours de précipitations en janvier et 8,5 jours en juillet. Pour la période 1991-2020, la température moyenne annuelle observée sur la station météorologique de Météo-France la plus proche, « Châtillon/Seine », sur la commune de Châtillon-sur-Seine à 12 km à vol d'oiseau, est de 10,8 °C et le cumul annuel moyen de précipitations est de 832,8 mm,. Pour l'avenir, les paramètres climatiques de la commune estimés pour 2050 selon différents scénarios d'émission de gaz à effet de serre sont consultables sur un site dédié publié par Météo-France en novembre 2022.

## Urbanisme

### Typologie
Au 1er janvier 2024, Balot est catégorisée commune rurale à habitat très dispersé, selon la nouvelle grille communale de densité à 7 niveaux définie par l'Insee en 2022.
Elle est située hors unité urbaine. Par ailleurs la commune fait partie de l'aire d'attraction de Châtillon-sur-Seine, dont elle est une commune de la couronne,. Cette aire, qui regroupe 60 communes, est catégorisée dans les aires de moins de 50 000 habitants,.

### Occupation des sols
L'occupation des sols de la commune, telle qu'elle ressort de la base de données européenne d’occupation biophysique des sols Corine Land Cover (CLC), est marquée par l'importance des territoires agricoles (74,7 % en 2018), une proportion identique à celle de 1990 (74,7 %). La répartition détaillée en 2018 est la suivante : terres arables (72,9 %), forêts (23,6 %), zones agricoles hétérogènes (1,8 %), zones urbanisées (1,7 %). L'évolution de l’occupation des sols de la commune et de ses infrastructures peut être observée sur les différentes représentations cartographiques du territoire : la carte de Cassini (XVIIIe siècle), la carte d'état-major (1820-1866) et les cartes ou photos aériennes de l'IGN pour la période actuelle (1950 à aujourd'hui).

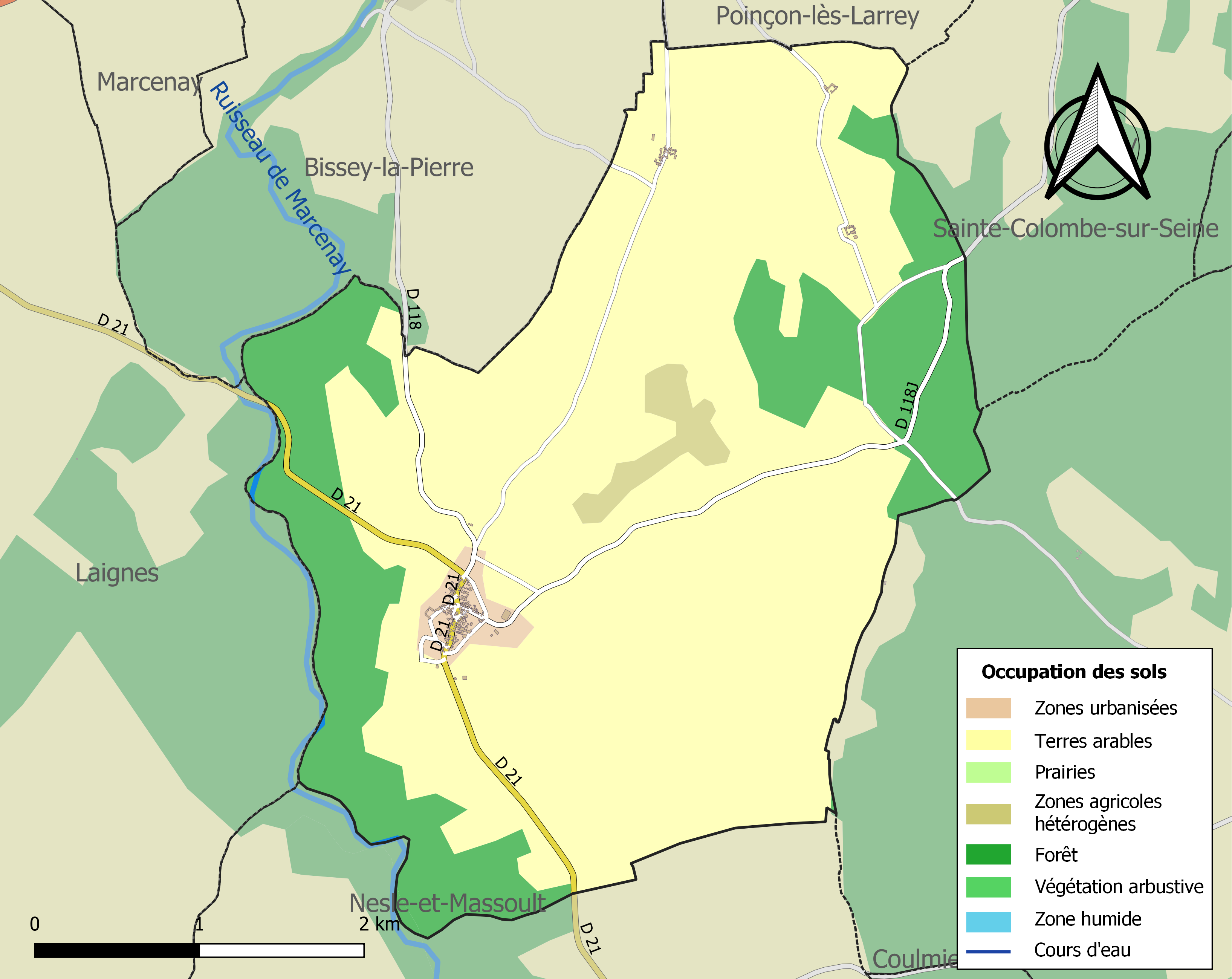
Carte des infrastructures et de l'occupation des sols de la commune en 2018 (CLC).

### Voies de communication et transports
La route départementale 21 reliant Laignes à Baigneux-les-Juifs et à la route départementale 971 qui relie Troyes à Dijon par Châtillon-sur-Seine) traverse le village selon un axe nord-sud.

## Toponymie
Le nom de la localité est attesté sous les formes Baielou en 1139 et 1145, Baelo en 1145, Baalo en 1254.

## Histoire

### Préhistoire
Les vestiges retrouvés dans les grottes de la Beaume font remonter la présence de l'homme sur le site à 40 000 ans.

### Moyen Âge
En 1139, le village est mentionné sous le nom de Baillou. L'église Saint-Pierre-es-Liens du XIVe siècle, la mention d'une maison forte sur un acte de 1363 établissent l'occupation des lieux tout au long de cette époque.

### Époque moderne
Les habitants obtiennent leur affranchissement en 1581. Le village, clos de murs, est alors le dernier du duché de Bourgogne en face du bailliage de Sens qui relève du comté de Champagne.

## Politique et administration

### Rattachements administratifs et électoraux
Balot appartient :
- à l'arrondissement de Montbard,
- au canton de Châtillon-sur-Seine et
- à la communauté de communes du pays châtillonnais.

### Liste des maires
| Période                                  | Période   | Identité          | Étiquette | Qualité |
| ---------------------------------------- | --------- | ----------------- | --------- | ------- |
| mars 2001                                | mars 2008 | Bernard Fernandes |           |         |
| mars 2008                                |           | Pierre Lesponges  |           |         |
| Les données manquantes sont à compléter. |           |                   |           |         |

## Démographie
L'évolution du nombre d'habitants est connue à travers les recensements de la population effectués dans la commune depuis 1793. Pour les communes de moins de 10 000 habitants, une enquête de recensement portant sur toute la population est réalisée tous les cinq ans, les populations de référence des années intermédiaires étant quant à elles estimées par interpolation ou extrapolation. Pour la commune, le premier recensement exhaustif entrant dans le cadre du nouveau dispositif a été réalisé en 2008.

En 2022, la commune comptait 93 habitants, en évolution de +13,41 % par rapport à 2016 (Côte-d'Or : +0,82 %, France hors Mayotte : +2,11 %).
| 1793 | 1800 | 1806 | 1821 | 1831 | 1836 | 1841 | 1846 | 1851 |
| ---- | ---- | ---- | ---- | ---- | ---- | ---- | ---- | ---- |
| 364  | 427  | 422  | 378  | 413  | 409  | 410  | 407  | 383  |

| 1856 | 1861 | 1866 | 1872 | 1876 | 1881 | 1886 | 1891 | 1896 |
| ---- | ---- | ---- | ---- | ---- | ---- | ---- | ---- | ---- |
| 349  | 348  | 342  | 306  | 267  | 262  | 250  | 267  | 269  |

| 1901 | 1906 | 1911 | 1921 | 1926 | 1931 | 1936 | 1946 | 1954 |
| ---- | ---- | ---- | ---- | ---- | ---- | ---- | ---- | ---- |
| 252  | 232  | 213  | 175  | 203  | 204  | 187  | 169  | 182  |

| 1962 | 1968 | 1975 | 1982 | 1990 | 1999 | 2006 | 2008 | 2013 |
| ---- | ---- | ---- | ---- | ---- | ---- | ---- | ---- | ---- |
| 139  | 141  | 103  | 96   | 93   | 93   | 91   | 90   | 74   |

| 2018 | 2022 | - | - | - | - | - | - | - |
| ---- | ---- | - | - | - | - | - | - | - |
| 98   | 93   | - | - | - | - | - | - | - |

## Culture locale et patrimoine

### Lieux et monuments
- Grottes préhistoriques de la Grande Baume et de la Petite Baume.

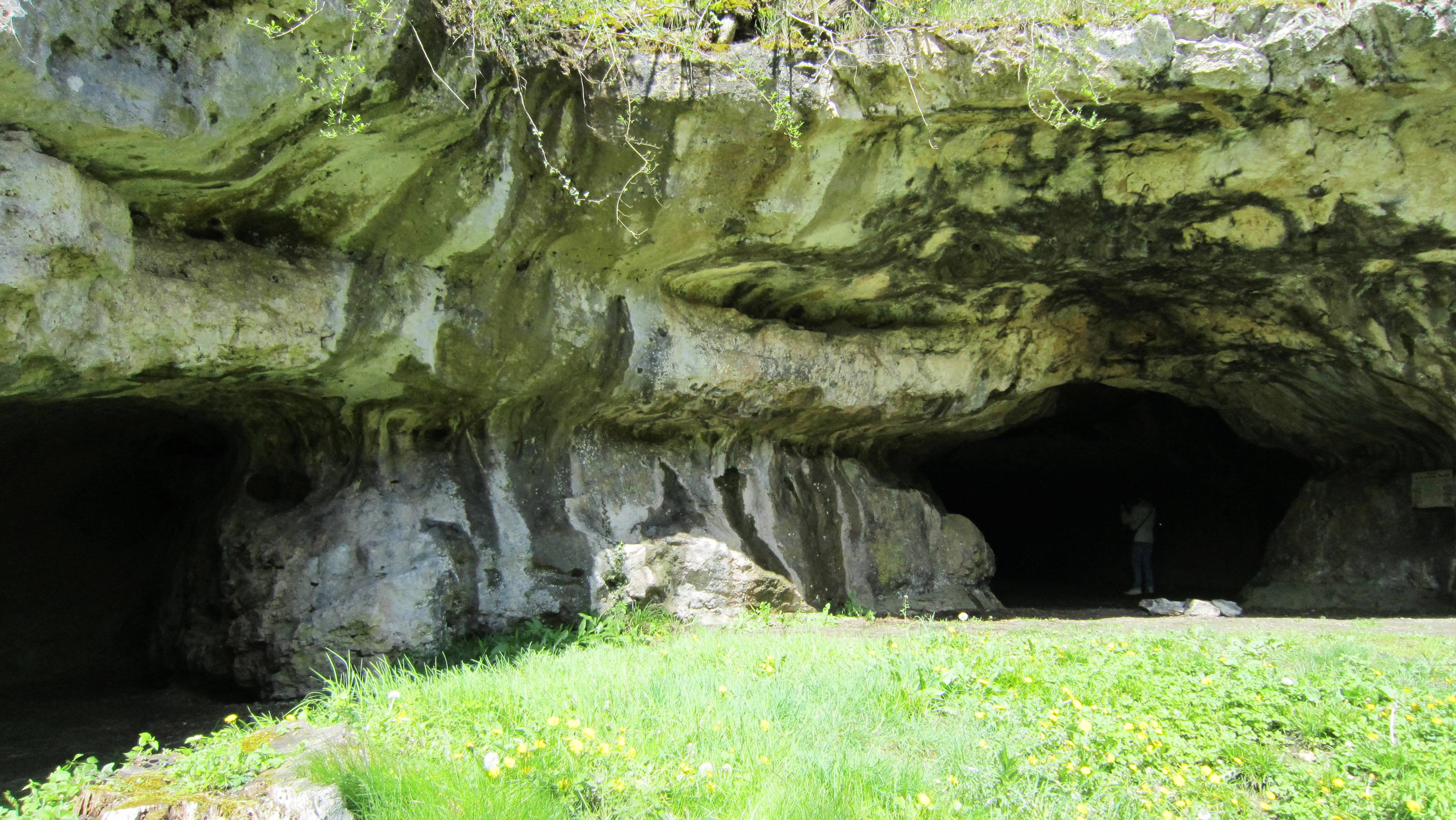
La grande Baume.
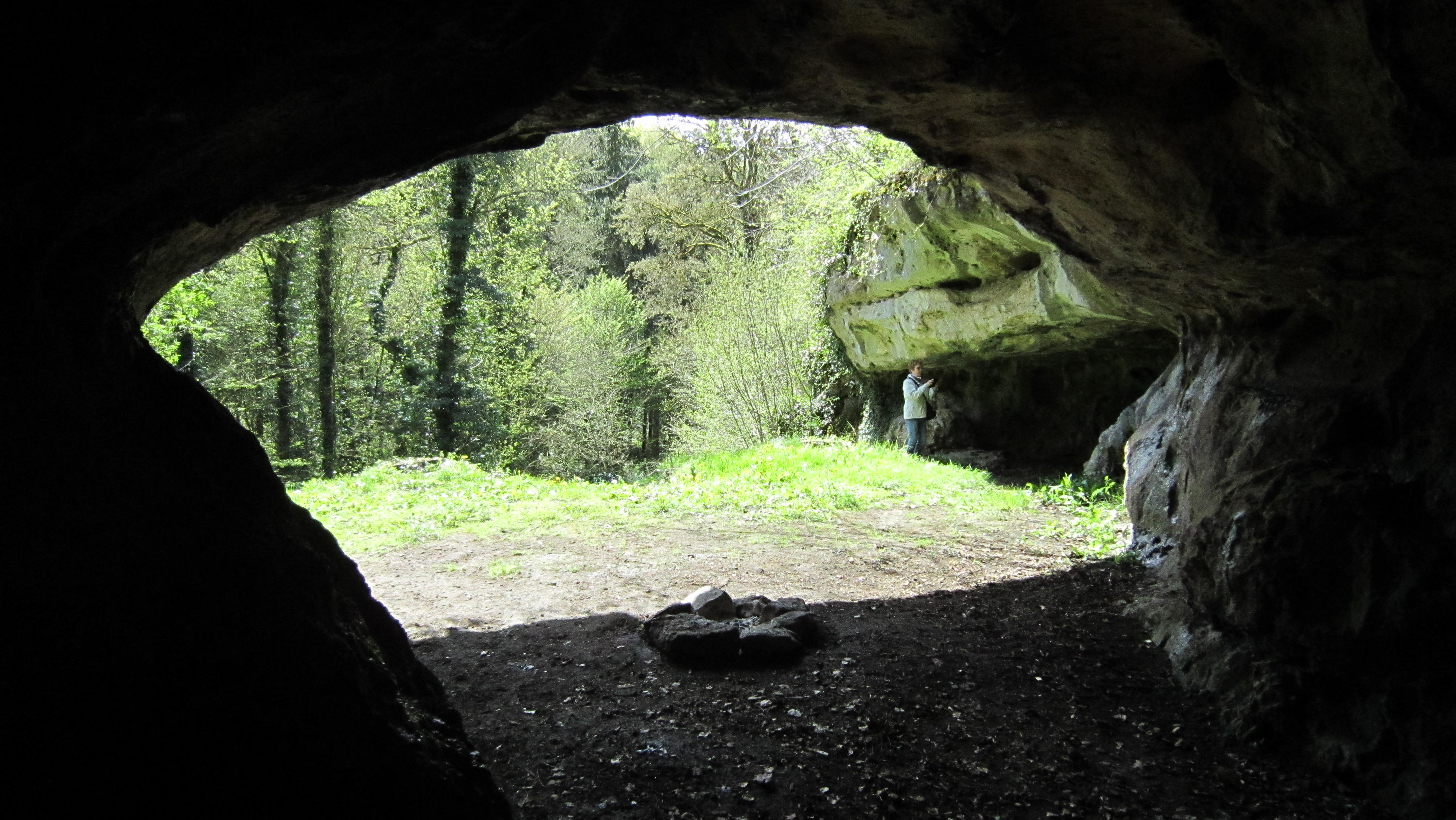
Depuis la grande Baume.

- Église Saint-Pierre-es-Liens. Cette église romane du XIIIe siècle remaniée au XVe siècle avec peintures murales datant de 1500 a fait l'objet d'une restauration récente[18].
- Moulin à vent de la fin du XVIIe siècle entre Balot et Bissey[19].

### Héraldique
| Blason | Blasonnement : D'azur à la bande d'or accompagnée d'un lion aussi d'or, au chef d'argent chargé d'une clé d'azur. |